# .41 rimfire
.41 rimfire лінійка вогнепальних набоїв, які заряджали в деррінджери та револьвери наприкінці 19-го та початку 20-го століття. Лінійка набоїв .41 rimfire вперше була представлена National Arms Company в 1863 році набоєм .41 Short, для заряджання їхнього деррінджера. В 1873 році було представлено більш потужний набій .41 Long компанією Colt New Line для кишенькового револьвера.